# Северный сельсовет (Нижегородская область)
Северный сельсове́т — сельское поселение в Варнавинском районе Нижегородской области.
Административный центр — посёлок Северный.

## История
Статус и границы сельского поселения установлены Законом Нижегородской области от 15 июня 2004 года № 60-З «О наделении муниципальных образований — городов, рабочих посёлков и сельсоветов Нижегородской области статусом городского, сельского поселения».

## Население
| 2002  | 2010  | 2012  | 2013  | 2014  | 2015  | 2016  |
| ----- | ----- | ----- | ----- | ----- | ----- | ----- |
| 2610  | ↘2431 | ↘2415 | ↘2402 | ↘2348 | ↘2310 | ↘2261 |
| 2017  | 2018  | 2019  | 2020  | 2021  |       |       |
| ↗2279 | ↘2204 | ↘2166 | ↘2098 | ↘2001 |       |       |

## Состав сельского поселения
| № | Населённый пункт | Тип населённого пункта          | Население |
| - | ---------------- | ------------------------------- | --------- |
| 1 | Заречный         | посёлок                         | ↗809      |
| 2 | Северный         | посёлок, административный центр | ↘1590     |
| 3 | Тимариха         | деревня                         | ↘20       |
| 4 | Хмелевая         | село                            | ↘12       |